# شهرستان دشا (آرکانزاس)
شهرستان دشا، آرکانزاس (به انگلیسی: Desha County) یک شهرستان در ایالات متحده آمریکا است که در آرکانزاس واقع شده‌است.

## خصوصیات
شهرستان دشا ۲٬۱۲۳٫۸ کیلومترمربع مساحت دارد.